# 柯爾·拉根斯
柯爾·加特林·拉根斯（英語：Cole Gatlin Ragans，1996年8月4日—），為美國職棒大聯盟的投手，目前效力於堪薩斯市皇家。他先前曾效力於德州遊騎兵。

## 職業生涯

### 德州遊騎兵
2016年美國職棒大聯盟選秀，遊騎兵在首輪第30順位選進拉根斯。隔年他從短期1A出發，卻在2018年動了湯米約翰手術導致整季報銷。
2019年，拉根斯進行第二次的湯米約翰手術，加上2020年COVID-19疫情爆發，拉根斯等於三年時間沒有辦法打球。2021年，他在1A入選未來之星明星賽。隔年他從2A開季，並在季中升上3A。
2022年8月4日，拉根斯登上大聯盟。他在初登板主投5局失1分非自責分。整季他吞下3敗，防禦率4.96。隔年他拿下2勝3敗，防禦率5.92。

### 堪薩斯市皇家
2023年6月30日，遊騎兵將拉根斯和Roni Cabrera交易到皇家，換來阿羅魯迪斯·查普曼。來到皇家後，拉根斯從牛棚投手變成全職先發。他還在8月拿下美聯單月最佳投手獎。
2024年，拉根斯在上半季繳出3.28的防禦率後，順利入選明星賽。9月6日，他投出單季200K，成為隊史第五人。
2025年2月14日，拉根斯與皇家簽下5年1325萬美元的延長合約。

## 外部連結
- 球員資訊和成績在MLB ，ESPN，Baseball Reference ，Baseball Reference (Minors) ，Fangraphs ，The Baseball Cube （英文）